# The Old Man and the Lisa
«The Old Man and the Lisa» (с англ. — «Старик и Лиза») — двадцать первый эпизод восьмого сезона мультсериала «Симпсоны». Впервые вышел в эфир 20 апреля 1997 года.

## Сюжет
Лиза весьма заинтересована новой акцией по переработке вторсырья. Однако мистер Бёрнс, как самый богатый и самый авторитетный житель Спрингфилда, специально приглашённый Директором Скиннером в школу, отрицает факт пользы переработки вторсырья. Но ярый спор с Лизой по этому поводу явно не последняя беда Бёрнса — выясняется, что мистер Бёрнс обанкротился. Эта страшная новость лишает Бёрнса всего — своей АЭС (начальником назначают Ленни), особняка (теперь здесь живёт Брет Харт) и даже Смитерса (теперь он работает на Ленни).
Бёрнс пытается приучиться к новой, обычной жизни. Однако все его «обычные» поступки воспринимаются людьми как не совсем адекватные, и Шеф Виггам насильно сдаёт Бёрнса в дом престарелых. Там он и встречается с Лизой Симпсон, которая пришла к своему дедушке собрать возможное вторсырьё (домашнее в виде пивных банок Гомера уже закончилось, и Гомер больше не хочет алкоголя). Бёрнс хочет нажиться на чем угодно, чтобы вернуть своё былое состояние, но Лиза отказывается помогать мистеру Бёрнсу, так как считает, что он неисправимый злодей. Но Бёрнс убеждает Лизу помочь ему. Новый бизнес Бёрнса и Лизы понемногу продвигается вперед, а после того, как Бёрнсу удается убедить всех жителей дома престарелых быстрее перебирать вторсырьё, дело резко поднимается вверх.
Вскоре Бёрнс успешно открывает перерабатывающий завод «Крошка Лиза». Лиза очень гордится исправившимся Бёрнсом, но тут он показывает ей гигантскую рыболовную «сеть Бёрнса», принадлежащую «крошке Лизе». Она, по словам Бёрнса, очень быстро очищает море от рыбы. Эта рыба перерабатывается в животный раствор. Лиза разочаровывается в Бёрнсе и в ужасе убегает. Она пытается переубедить граждан больше не выбрасывать вторсырьё, но тщетно. Тем временем мистер Бёрнс выкупает свою АЭС назад и в знак признательности Лизе предлагает ей чек на 10 процентов от прибыли. Но Лиза отказывается от денег, из-за чего Гомер переживает четыре сердечных приступа одновременно. Гомер говорит, что 12 тысяч долларов им бы очень пригодились, но узнав, что 10 процентов от 120 миллионов — гораздо более крупная сумма, получает ещё один сердечный приступ.

## Производство
Рестлер Брет Харт озвучил самого себя, причем он очень настаивал на том, чтобы его показали в розовом рестлерском костюме. Он объяснил: «Это так здорово — быть частью шоу, которое заставляет людей очень, очень сильно смеяться». В интервью 2009 года Дэйву Хоферу Харт объяснил, что причина, по которой его анимационный двойник звучит совсем не так, как он, заключается в том, что изначально его пригласили озвучить обычного рестлера. Когда Марк Киркланд понял, насколько знаменит Харт, он сказал Харту, что если работа ещё не начата, то он будет нарисован в роли самого себя.